# Fitatsia desperator
Fitatsia desperator là một loài tò vò trong họ Ichneumonidae.